# Kirill Ushatov
Kirill Andreyevich Ushatov (tiếng Nga: Кирилл Андреевич Ушатов; sinh ngày 24 tháng 1 năm 2000) là một cầu thủ bóng đá người Nga thi đấu cho FSK Dolgoprudny.

## Sự nghiệp câu lạc bộ
Anh có màn ra mắt tại Giải bóng đá chuyên nghiệp quốc gia Nga cho FSK Dolgoprudny vào ngày 20 tháng 5 năm 2018 trong trận đấu với FC Znamya Truda Orekhovo-Zuyevo.